# 善慶寺 (大田区)
善慶寺（ぜんけいじ）は、東京都大田区山王3丁目にある日蓮宗の寺院。旧本山は品川本光寺、什師法縁。

## 歴史
当寺院は、正応4年（1291年）に新井宿村(当地の旧名)住人・増田三郎右衛門の発願により、日法上人により開基された。以降、地域の人々の信仰を得た。江戸時代には、当地の義民・酒井権左衛門ら六人を弔った墓ができた(新井宿義民六人衆墓。後述)。
1930年に現在の本堂が完成。1971年には境内が拡張された。

## 新井宿義民六人衆墓について
現在の善慶寺のある山王は、江戸時代までは新井宿村(あらいじゅくむら)と呼ばれ、旗本の木原氏の領地であった。元々当地一帯は湿地帯で、農耕にはあまり適さず、当地の農民は農耕以外にも生計の道筋を立てていかないと暮らしていけない地域であった。
不正な検地や周辺の他の地域よりも高めの年貢率など既に江戸時代初期には新井宿村の農民は貧窮する一方であったと言われている。
木原兵三郎重弘が統治していた延宝元年(1673年)、大規模な干魃となり、さらに翌1674年には近隣の多摩川が氾濫、当地の農作物は壊滅的な被害を受け、ついに農民たちは限界に達した。同年と翌1675年に年貢の減免を申し出る訴状(十九ヶ条の訴状。後に写しが東京都指定文化財になる。)を領主宛てに書いたが、却下される。
1675年12月、村人の代表者である酒井権左衛門(名主)、間宮太郎兵衛、間宮新五郎、鈴木大炊之助、平林十郎左衛門、酒井善四郎の6人が江戸幕府へ直接訴えるべく、江戸へ赴くことを決意する。
しかし、江戸入り後、あと一歩のところで木原家のものに捕えられる。(木原氏サイドにあらかじめ密告があったという説がある。)当時、農民が幕府へ直訴するという行為は大罪とされており、彼らは翌1676年の1月に江戸の木原本邸にて斬首刑に処された。
天下の大罪人となった6人の亡骸は新井宿村でも迎え入れる者はなく、彼らの話をする事さえもご法度とされた。残された遺族にも厳しい処遇が待っていた。
そのような中、当時の善慶寺住職・日応上人がタブーに近い決断で6人の遺体を引き取った。そして当村の村民・間宮藤八郎が1679年に表向きは自分の父母の墓という形で、密かにこの6人の戒名も書いた墓を建てた。これが「新井宿義民六人衆墓」である。
その後大正時代から「六人衆」と呼ばれるようになり、六人衆の墓は1931年に東京府により旧跡に指定された。1972年に道路拡張により、現在地に移転。
現在では、毎年2月11日に六人衆を弔う法要が行われ、地元の人が中心となって多くの人が参列している。

## 主な施設
- 本堂
- 新井宿義民六人衆墓（東京都指定旧蹟）[4]
- 新井宿村名主惣百姓等訴状写
六人衆が領主に訴えようとした時の訴状の写し。1964年に東京都指定文化財になる。[5]
- 墓地
- 瑞雲館(1999年創設の檀信徒会館。宗派を問わず葬儀・法要が可能)

## 近隣施設
- 山王熊野神社(隣接。別当を務めていた)
- 春日神社(別当を務めていた)

## アクセス
- JR線大森駅西口より徒歩8分。
- 拝観は無料。日中の時間帯のみ受け付け。
- 駐車施設:あり(少数)